# Ignaz Seidl-Hohenveldern
Ignaz Seidl-Hohenveldern (* 15. Juni 1918 in Mährisch Schönberg, Österreich-Ungarn; † 25. Juli 2001 in Wien) war ein österreichischer Rechtswissenschaftler, der insbesondere im Bereich des Völkerrechts wirkte und von 1954 bis 1968 als Professor an der Universität des Saarlandes, von 1968 bis 1981 an der Universität zu Köln und von 1981 bis 1988 an der Universität Wien fungierte. Zu seinen bekanntesten Werken zählt ein seit 1965 unter dem Titel „Völkerrecht“ erscheinendes Kurzlehrbuch.

## Leben
Ignaz Seidl-Hohenveldern wurde 1918 als Sohn eines Fabrikbesitzers in Mährisch Schönberg geboren. Anders als viele Angehörige der Familie Seidl, die in der Textilindustrie tätig sind, studierte er nach dem Besuch des Wiener Schottengymnasiums Rechtswissenschaften an den Universitäten Wien und Genf. Er beendete sein Studium 1946 mit der Promotion an der Universität Innsbruck, nachdem er aufgrund des Zweiten Weltkrieges von 1938 bis 1945 Wehrdienst geleistet hatte. Von 1946 bis 1949 wirkte er dann als Referent im österreichischen Bundeskanzleramt, zunächst im Verbindungsdienst zum Alliierten Rat und ab 1947 im Verfassungsdienst, bevor er für ein Jahr in der Rechtsabteilung der OEEC tätig war, der Vorgängerorganisation der OECD. Anschließend wechselte er zurück ins Bundeskanzleramt, in dem er von 1950 bis 1952 stellvertretender Leiter der Völkerrechtsabteilung war.
1951 wurde er unter Alfred Verdroß-Droßberg an der Universität Wien habilitiert. Nach einer anschließenden Tätigkeit als Privatdozent in Wien nahm er 1954 eine außerordentliche Professur für öffentliches Recht und Völkerrecht an der Universität des Saarlandes in Saarbrücken an, an der er 1958 zum ordentlichen Professor befördert wurde und in den Jahren 1963/1964 als Dekan der rechts- und staatswissenschaftlichen Fakultät fungierte. 1968 wechselte er auf einen Lehrstuhl für Völker- und Staatsrecht an der Universität zu Köln, den er bis 1981 innehatte. Anschließend war er bis zu seiner Emeritierung im September 1988 als Professor für Völkerrecht an der Universität Wien tätig. Von 1956 bis 1974 fungierte er auch als Gastprofessor am College of Europe in Brügge, in den Jahren 1968 und 1986 unterrichtete er darüber hinaus an der Haager Akademie für Völkerrecht. Er starb 2001 in Wien.

## Wirken
Die rechtswissenschaftliche Tätigkeit von Ignaz Seidl-Hohenveldern betraf eine breite Auswahl an Themen aus der Theorie und Praxis des Völkerrechts, so unter anderem internationale Organisationen, das internationale Wirtschaftsrecht, das internationale Umweltrecht sowie das Europarecht. Ein prägender Aspekt in seinem Wirken war die Beschäftigung mit dem Einfluss staatlicher Interventionen auf private Eigentumsrechte.

## Auszeichnungen
Ignaz Seidl-Hohenveldern wurde 1988 in die Österreichische Akademie der Wissenschaften aufgenommen und war außerdem ab 1960 korrespondierendes Mitglied der spanischen Real Academia de Ciencias Morales y Políticas. Darüber hinaus gehörte er ab 1969 dem Institut de Droit international an. Die Universität Paris V verlieh ihm 1978 einen Ehrendoktortitel, 1989 erhielt er das Silberne Ehrenzeichen der Universität Wien.

## Werke (Auswahl)
- Internationales Konfiskations- und Enteignungsrecht. Reihe: Beiträge zum ausländischen und internationalen Privatrecht. Band 23. Berlin und Tübingen 1952
- Praktische Fälle aus dem Völkerrecht. Wien 1958
- Völkerrecht und rechtliches Weltbild. Festschrift für Alfred Verdross. Wien 1960 (als Herausgeber mit Friedrich August Freiherr von der Heydte)
- Völkerrecht. Köln, Berlin, Bonn und München 1965, 1969, 1975, 1980, 1984, 1987, 1992, 1997, 2000, 2005
- Das Recht der internationalen Organisationen einschliesslich der supranationalen Gemeinschaften. Köln, Berlin, Bonn und München 1967, 1971, 1979, 1984, 1992
- Lexikon des Rechts. Völkerrecht. Neuwied 1985, 1992, 2001 (als Herausgeber)
- Die Rechtsstellung der internationalen Beamten. Wien 1987
- International Economic Law. Den Haag, London und Boston 1989, 1993, 1999